# ماساهیکو نیشیمورا
ماساهیکو نیشیمورا (انگلیسی: Masahiko Nishimura؛ زاده ۱۲ دسامبر ۱۹۶۰) هنرپیشه اهل ژاپن است. از فیلم‌هایی که وی در آن نقش داشته است، می‌توان به شاهزاده مونونوکه اشاره کرد.